# Gaius Cassius Longinus (Konsul 96 v. Chr.)
Gaius Cassius Longinus war ein römischer Politiker der ausgehenden Republik.

## Leben
Seine Karriere (Cursus honorum), die er als Münzmeister etwa 126 v. Chr. begann, erlitt einen zeitweiligen Rückschlag, als seine Bewerbung um das Volkstribunat scheiterte. Spätestens 99 v. Chr. gelang es ihm aber, Prätor zu werden, und 96 v. Chr. wurde er gemeinsam mit Gnaeus Domitius Ahenobarbus Konsul. 87 v. Chr. sollte er auf Beschluss des Senats das Kommando über die Armee des erkrankten Prokonsuls Gnaeus Pompeius Strabo im Kampf gegen Gaius Marius übernehmen.